# Licurg d'Arcàdia
Segons la mitologia grega, Licurg (grec antic: Λυκοῦργος, llatí: Lycurgus) fou un fill d'Àleu i de Neera, i, per tant, descendent d'Arcas per part de tots dos.
Va succeir el seu pare com a rei d'Arcàdia quan va morir, i va viure fins a edat molt avançada. Es va casar amb Cleòfile o amb Eurínome, i tengueren quatre fills: Anceu, Èpoc, Amfidamant i Iasos, pare d'Atalanta.